# Tranebær (plante)
Tranebær (Vaccinium oxycoccus) er en 4-8 centimeter høj dværgbusk med krybende trådtynde grene. Tranebær vokser i Danmark på tørvebund eller hængesæk i fattigkær eller højmoser. Bærrene er oftest mørkerøde og har en bitter-syrlig smag og anvendes især til saft og syltning. Bærrene indeholder en del benzoesyre,, der i fødevareindustrien er et almindeligt anvendt konserveringsmiddel, men som også kan være allergifremkaldende. Fødevareallergikere bør derfor være varsomme med at spise bær, saft eller syltetøj, der er baseret på tranebær.

## Beskrivelse
Tranebær er en krybende, stedsegrøn dværgbusk med korte, tynde stængler. Bladene er små (6-10 millimeter lange) og blanke og blomsterne pink. Den er stedsegrøn på den måde at forstå, at selv om bladene bliver rødbrune om efteråret, så farves de samme blade igen grønne næste forår. Bærrene er små, røde og runde og sidder som perler på en snor.
Rodnettet er meget fint og tyndt, men vidtstrakt.
Højde x bredde og årlig tilvækst: 0,05 x 0,5 m (5 x 20 cm/år).

## Voksested
Tranebær er i Danmark almindelig i Vest- og Nordjylland i fattigkær og højmoser, men sjælden i resten af landet. Den er mere almindeligt udbredt i resten af Norden og findes også i Grønland. Den vokser f.eks. på den gyngende del af højmosen, hængesækken, hvor den udnytter den rigelige adgang til lys og vand. Her vokser den i sur jord (med pH under 5) og klarer de meget mineralfattige betingelser gennem et symbiotisk samliv med mycorrhiza-svampe, blandt hvilke den mest velbeskrevne er ascomyceten Hymenoscyphus erica.
I Asferg mose nord for Randers vokser den sammen med bl.a. revling, rosmarinlyng, hedelyng, klokkelyng, mosebølle, mosepors, tuekogleaks og tuekæruld.

## Anvendelse
Tranebærsaft anvendes (primært i form af tabletter og kosttilskud) som forebyggelse mod urinvejsinfektion og blærebetændelse, men forskning tyder på, at saften ikke har nogen væsentlig effekt. Førhen blev tranebærret brugt som middel mod skørbug på grund af sit høje indhold af C-vitamin. I USA fås tranebær ved juletid. Den art, storfrugtet tranebær (Vaccinium macrocarpon), der dyrkes i USA, kaldes "Cranberry", og frugterne kan blive lige så store som kirsebær. Cranberrysovs serveres til kalkunen på Thanksgiving Day.

## Billeder
- Blomst af Tranebær fra dansk højmose (Holmegaardsmosen, Næstved).
- Bær af Tranebær fra dansk højmose (Holmegaardsmosen, Næstved).
- Blomster af Tranebær fra dansk højmose (Holmegaardsmosen, Næstved).

| Portal | Portal:Botanik |